# Wygoda (Suśnik)
Wygoda (niem. Heinriettenhof) – przysiółek wsi Suśnik w Polsce, położony w województwie warmińsko-mazurskim, w powiecie kętrzyńskim, w gminie Korsze.
W latach 1975–1998 przysiółek administracyjnie należał do województwa olsztyńskiego.